# 李宝臣
李 宝臣（り ほうしん、718年 - 781年）は、中国唐の節度使。河朔三鎮の一つであった恒陽軍（後の成徳軍）を率いた。字は為輔。范陽郡の奚族の出身。

## 略歴
元の名は張忠志で、范陽の軍人の張鎖高（名は不明）の養子。安禄山の部将であった。後に安禄山の仮子となって安忠志と改名している。安史の乱では最初唐軍と対峙するも、安禄山の死後、同じく安禄山の部将であった李懐仙・田承嗣と共に投降。恒陽節度使に任じられる。その際、朝廷から李宝臣の名を賜り、改名している。恒州・趙州・深州・定州・易州・冀州を支配し、後に滄州も得た。
彼の肩書きは「成徳軍節度恒定等州観察使恒州刺史李宝臣」であり
1. 成徳軍藩鎮の節度使
2. 恒州や定州などの観察使
3. 恒州刺史

を兼任し、節度使としての兵権のほかに観察使としての民政権をも握り、会府の刺史を兼ね備えていた強大な権限者であったことが分かる
以上のようにして、盧龍軍節度使に任じられた李懐仙、魏博節度使に任じられた田承嗣と共に地方勢力として割拠し、河朔三鎮を形成することとなる。3人の中では一番遅く、建中2年（781年）に没している。

## 伝記史料
- 『旧唐書』巻142 列伝第九十二 李宝臣
- 『新唐書』巻211 列伝第一百三十六 李宝臣